# ショウアップナイターハイライト
ショウアップナイターハイライトはニッポン放送ショウアップナイターの後座番組。前身は「ナイター花の応援団」→「ショウアップナイター探偵団」→「ショウアップナイターフラッシュ」→「ショウアップナイター応援団」というタイトルであったが、2005年度以降は、この項目名で放送。

## 放送時間
2023年4月現在
- 火曜 - 土曜　21:00 - 21:30
- 日曜　21:00 - 21:40

日曜は2010年度より、土曜日は2023年度より、プロ野球ナイター中継がある日のみ放送（サッカー中継実施日にも放送される場合もあった）。
試合が延長の場合は次のような処置がとられる。
- 放送時間の短縮または休止（休止の場合でも、中継した試合の結果や、他の試合の結果･途中経過のみ放送される）。
- 切りのいい時間まで放送し、その後に放送する番組を短縮または休止させる。

休止のパターンをとる場合、radikoの番組表上からこの番組はなくなり、終了時間まで『ショウアップナイター』として扱われる。
また公式戦がない日や雨天中止の場合はフルバージョン放送する。ただし、2010年度から日曜はプロ野球ナイターがある日のみで、プロ野球が全試合デーゲームもしくは元から予定されていない場合には別の定時番組が設定されているため、本番組は原則として放送しない。ただし、かつて日曜のナイター枠でサッカー中継があった場合の対応はその時々によった（明らかに21:00までに試合が終わらないと見られる場合には、21:00 - 21:30の番組を休止の上で、本番組を設定していた）。
放送していた試合が早く終わった場合や、番組内で試合が終わりそうなカードがある場合は、その球場をつなぐ場合もある。かつては神宮球場で開催されるヤクルト戦ならびに横浜スタジアムで開催される横浜DeNA戦のナイターについては、裏送りや対戦相手地元局の乗り込み中継の有無に関係なく、自社の解説者・実況アナウンサー・ベンチリポーターを待機させていたため、これらの試合が放送されることが多かったが、2020年代からは該当試合がどの局の本番にもなっていない場合、それ以外の系列局制作の中継を繋ぐことが多くなった。
各球場の試合結果を、NRN各局の実況音声を交えて伝えることもある（ニッポン放送のNRN中継担当にならない土曜・日曜の試合でもNRN各局からの音源を使用しているが、TBSラジオが野球中継から原則撤退した2018年からは、HBCラジオやRKBラジオが関東圏のデーゲームをニッポン放送の技術協力で自社制作した場合に、当該局の音源を使用することがある。また、日本ハム主催試合に関しては、STVラジオがデーゲーム中継と土・日・月曜ナイターの中継を休止した2021年以降、NRN系列局へのネットが発生しない場合（主に対西武・ロッテ・楽天戦）で素材収録を行わないことがあるため、その場合はNRNにも加盟しているHBCラジオの音源をJRNとの共用扱いで使用することがある。なお、この場合の関西地区の試合はデーゲームも含めてMBSラジオの音源となるが、オリックス戦デーゲームなどではMBS側において競馬中継との中継要員の兼ね合いがあることから、ABCラジオの音源となる場合がある）。
2018年度までは通常時の放送時間は火曜 - 金曜の21:00 - 21:30だったが、2019年度は平日21:30 - 21:40に放送されていた曜日別のミニ番組が編成されなくなったので、平日に関しては21:40までの放送となった。2020年度はふたたび曜日別のミニ番組が編成されたため、平日と日曜は21:20まで、土曜は21:10までの放送となった。2023年度は基本21:30まで（日曜に編成される場合は21:40まで）となり、土曜日はナイターが基からない場合、単発番組を編成する場合がある。ナイターがない日の土、日、月曜は、ショウアップナイタープレイボール（土日は17時50分から18時、月曜日は17時30分から17時40分　土曜日はショウアップナイタースペシャルの生放送番組があればそこでも補完）で、速報やプロ野球ニュースを提供する。

## 出演者

### 現在

#### パーソナリティ
2023年
- 火曜：箱崎みどり
- 水・木曜：東島衣里
- 金曜：坂本梨紗
- 土曜：森田耕次
- 日曜：内田雄基

### 過去
月曜日は中継があった日のみ。プロ野球の試合がなく、代わりにサッカーの試合が中継された場合は、実況を担当したアナウンサー（主に煙山光紀）と解説者（サッカーコメンテーター）がそのままパーソナリティを担当するが、野球中継時同様にスタジオからの場合もある。

#### パーソナリティ
- 2006年度
  - 火 - 金曜 山本剛士・石川みゆき
  - 土・日曜 飯田浩司・増田みのり

- 2007年度
  - 火 - 金曜 山本剛士・石川みゆき
  - 土曜 飯田浩司・増田みのり
  - 日曜 山本剛士・増田みのり

- 2008年度
  - 月曜 飯田浩司・増田みのり
  - 火 - 土曜 山本剛士・新保友映

9月2日 - 5日の放送は、新保が22:00 - 24:00に特別番組「ティーンズコイバナ学園」担当のため、増田が代理を務めた。
- - 日曜 吉田尚記・増田みのり

- 2009年度
  - 月曜 飯田浩司
  - 火 - 土曜 山本剛士
  - 日曜 栗村智
    - 2009年度は新保・増田が高嶋ひでたけの特ダネラジオ 夕焼けホットラインのレポーターとなったため降板。

- 2010年度
  - 月 - 金曜 柳田さやか（中継がない日はニッポン放送スポーツ部アナウンサーも出演）
  - 土曜 山本剛士
  - 日曜 栗村智

- 2011年度
  - 月 - 水曜 五戸美樹（中継がない日はニッポン放送スポーツ部アナウンサーも出演）
  - 木 - 日曜 西村祐美（同上）

- 2012年度 - 2013年度
  - 月 - 金曜 五戸美樹（中継がない日はニッポン放送スポーツ部アナウンサーも出演する場合あり）
  - 土・日曜 山本剛士

- 2014年度
  - 月 - 金曜 山本剛士
  - 土曜 五戸美樹
  - 日曜 上柳昌彦

- 2015年度
  - 月 - 金曜 山本剛士
  - 土曜 栗村智
  - 日曜 上柳昌彦

- 2016年度
  - 火曜 石川みゆき
  - 水曜 新保友映
  - 木曜 東島衣里（4月のみ山本剛士）
  - 金曜 山本剛士
  - 土曜 飯田浩司
  - 日曜 ひろたみゆ紀

- 2017年度 
  - 月曜 ひろたみゆ紀（クライマックスシリーズ開催日のみ）
  - 火曜 箱崎みどり
  - 水・木曜 新保友映
  - 金曜 山本剛士（6月9日まで）、小笠原聖（6月16日から）
  - 土・日曜 ひろたみゆ紀

- 2018年度
  - 火曜 ひろたみゆ紀
  - 水・木曜 東島衣里
  - 金曜 小笠原聖
  - 土曜 河内孝博
  - 日曜 くり万太郎

- 2019年度
  - 火曜 松本秀夫
  - 水曜 大泉健斗
  - 木曜 坂本梨紗
  - 金曜 小笠原聖
  - 土曜 小永井一歩
  - 日曜 くり万太郎

- 2020年
  - 火曜 大泉健斗
  - 水曜 坂本梨紗
  - 木曜 前島花音、胡口和雄
  - 金曜 小笠原聖
  - 土曜 小永井一歩
  - 日曜 くり万太郎

- 2022年
  - 月曜：前島花音
  - 火曜：坂本梨紗
  - 水曜：箱崎みどり - 5月19日 -
  - 木曜：東島衣里 - 5月20日 -（内田雄基 - 3月31日 - 5月13日※水、木曜）
  - 金曜：小笠原聖
  - 土・日曜：スポーツアナウンサーの持ち回り

- 2022年
  - 月曜：前島花音
  - 火曜：坂本梨紗
  - 水曜：箱崎みどり
  - 木曜：東島衣里
  - 金曜：小笠原聖
  - 土曜：森田耕次
  - 日曜：内田雄基

- 2023年
  - 月曜：内田雄基
  - 火曜：箱崎みどり
  - 水・木曜：東島衣里
  - 金曜：坂本梨紗
  - 土曜：森田耕次
  - 日曜：内田雄基